# Valentina Pastorello
Pour les articles homonymes, voir Pastorello.
Valentina Pastorello est une joueuse italienne de volley-ball née le 23 décembre 1993 à Noventa Vicentina. Elle joue au poste de central.